# Закатаљски рејон
Закатаљски рејон (азер. Zaqatala rayonu), једна је од 78 административно-територијалних јединица Азербејџана. Налази се у северном делу земље. Административни центар рејона се налази у граду Закатали. 
Закатаљски рејон обухвата површину од 1.350 km² и има 120.300 становника (подаци из 2011). 
Административно, рејон се даље дели у 31 мању општину.